# سیب‌زمینی با پنیر
سیب‌زمینی با پنیر یک غذای فوری بسیار محبوب است که از سیب‌زمینی سرخ‌کرده و پنیر آب شده بر رویش تشکیل می‌شود. این غذا شباهت بسیار زیادی با پوتین کانادایی دارد با این تفاوت که بر روی پوتین پنیر دلمه بسته و آب گوشت می‌ریزند.

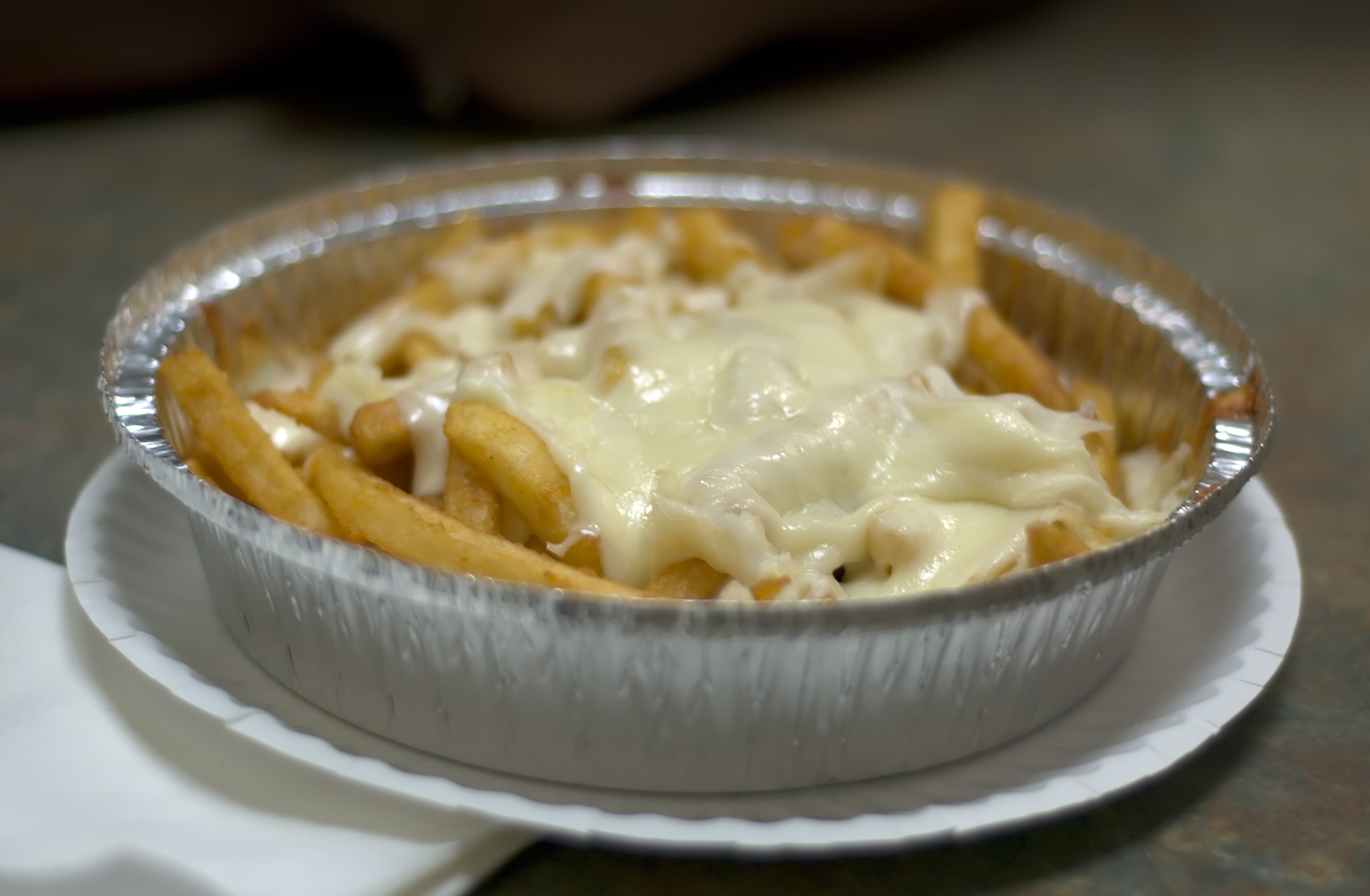